# Vera Cruz (Indiana)
Vera Cruz – miasto w Stanach Zjednoczonych, w stanie Indiana, w hrabstwie Wells.